# Thomas Hayward
Pour les articles homonymes, voir Hayward.
Thomas Hayward, né à Hackney Central (en) le 28 juillet 1767 et mort vers 1798, est un marin britannique.
Il reste fidèle à William Bligh lors de la mutinerie du Bounty.

## Biographie
Né à Hackney, il est le fils de Francis Hayward, un médecin réputé. Sa sœur aînée, Ann, est une amie proche de Betsy Betham, qui a épousé William Bligh. Grâce à Betsy, Hayward parvient à obtenir un poste d'aspirant sur le Bounty. Son service sur le navire semble avoir été moindre, mais il reste fidèle à Bligh et est un adversaire farouche de Fletcher Christian, qui le détestait. Peter Heywood n'aimait pas non plus Hayward, le qualifiant de « mondain ».
De retour en Angleterre avec Bligh, Hayward part comme troisième lieutenant sous les ordres du capitaine Edward Edwards sur le HMS Pandora. Bien qu'ils aient réussi à trouver certains des mutins à Tahiti, le voyage se termine par le naufrage de la Pandora. De retour en Angleterre avec d'autres survivants de la Pandora, sa trace se perd. Sur la base de papiers pratiquement illisibles, des chercheurs pensent qu'il a commandé ensuite le sloop HMS Swift et serait ainsi mort noyé dans un typhon en mer de Chine méridionale en 1797 ou 1798.
Hayward est souvent confondu avec Peter Heywood - un autre aspirant du Bounty - en raison de leurs noms à consonance similaire.